# Brzeziny (powiat biłgorajski)
Brzeziny – wieś w Polsce położona w województwie lubelskim, w powiecie biłgorajskim, w gminie Józefów.
W latach 1975–1998 miejscowość należała administracyjnie do województwa zamojskiego. 
Wieś jest sołectwem w gminie Józefów. Według Narodowego Spisu Powszechnego z roku 2011 wieś liczyła 162 mieszkańców i była dziewiątą co do liczby ludności miejscowością gminy.
Miejscowość położona jest na granicy Roztocza, otaczają ją lasy Puszczy Solskiej i bagna. Przebiega tędy droga powiatowa biegnąca ze wsi Górecko Stare do drogi wojewódzkiej nr 853, z którą się łączy około 2 km na zachód od siedziby gminy - miasteczka Józefów. W Brzezinach znajdują się pozostałości po dawnym jeziorze położonym między piaskowymi wydmami.
Wierni Kościoła rzymskokatolickiego należą do parafii św. Stanisława Biskupa Męczennika w Górecku Kościelnym.

## Historia
Pierwsza wzmianka o miejscowości pochodzi z 1719 roku.
Wieś znana była w wieku XIX, wówczas w gminie Aleksandrów i parafii Górecko. Spis z  roku 1827  wykazał we wsi 24 domy i 158 mieszkańców.
W czasie II wojny światowej, w lutym 1943 roku, podczas koncentracji oddziałów AK pod Brzezinami, odbyło się tu pierwsze oficjalne spotkanie kadry AK z ,,Miszką Tatarem", który dowodził zbiegłymi z niewoli niemieckiej jeńcami radzieckimi.

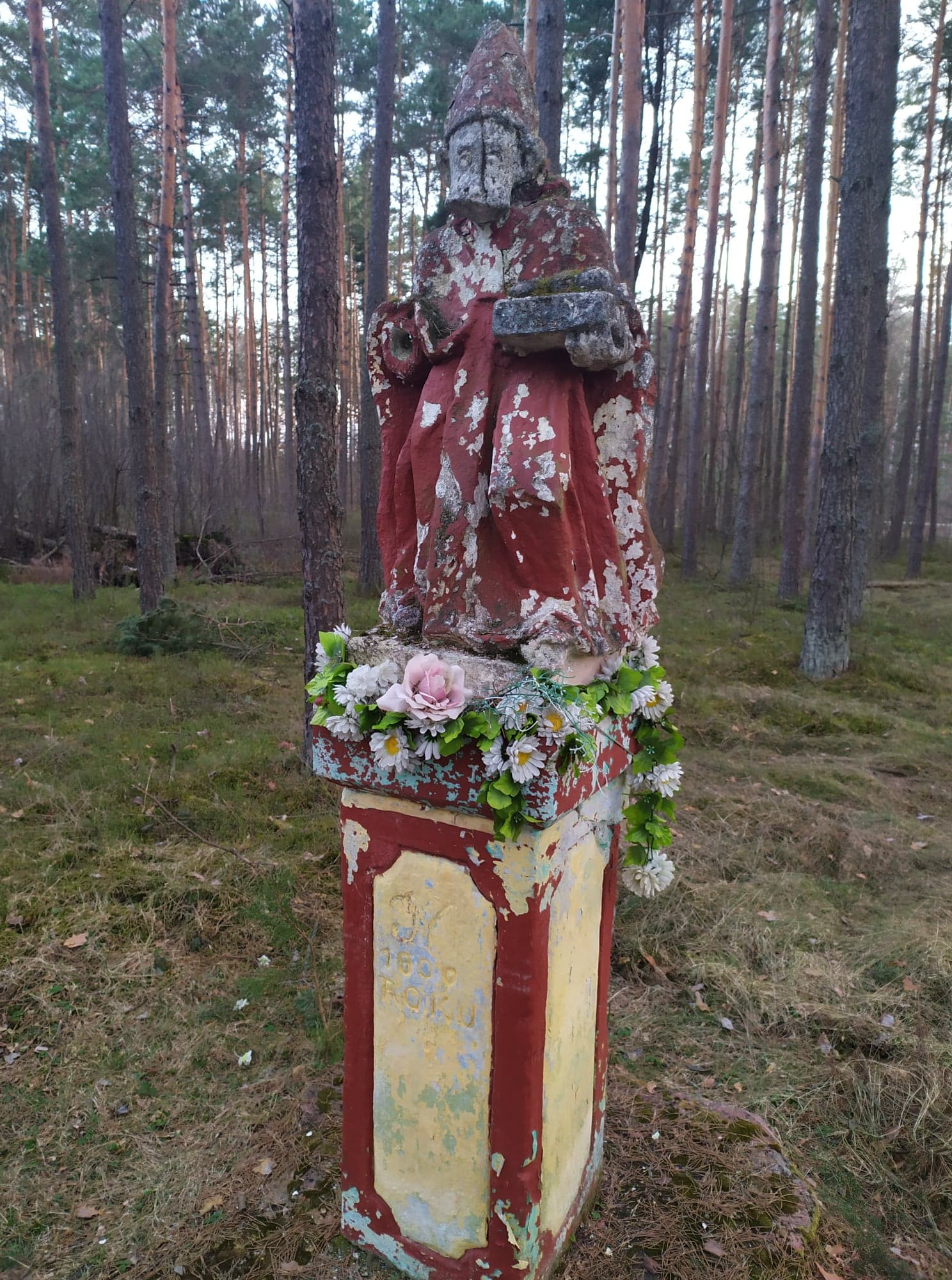
Figura św. Mikołaja w Brzezinach

Urodził się tu Czesław Mużacz – dowódca partyzancki na Zamojszczyźnie – komendant Rejonu AK Józefów.